# ECAir
ECAir (officieel Equatorial Congo Airlines SA) was de nationale luchtvaartmaatschappij uit Congo-Brazzaville met haar thuisbasis in de hoofdstad Brazzaville. Ze voerde regionale, intra-Afrikaanse en intercontinentale lijnvluchten uit.

## Geschiedenis
ECAir werd in 2011 opgericht met de steun van de Congolese regering met als doel bij te dragen aan de modernisering van de luchtvaartsector in de regio.
Naar aanleiding van de bouw van de internationale luchthaven Maya-Maya in haar hoofdstad, wilde het land zijn eigen nieuwe nationale luchtvaartmaatschappij creëren. Om dit te kunnen verwezenlijken, werd een samenwerking ontwikkeld met het Duitse adviesbureau Lufthansa Consulting en met de Zwitserse luchtvaartmaatschappij PrivatAir om de operaties en onderhoud uit te voeren.
Doordat de vliegtuigen geregistreerd werden in de EU en bijgevolg ook moesten voldoen aan de Europese normen qua onderhoud en operaties ontliep het te worden opgenomen als een van de luchtvaartmaatschappijen op de Europese zwarte lijst, en kon daardoor ook vluchten uitvoeren naar de EU.
De eerste vlucht werd uitgevoerd op 24 september 2011, met een Boeing 737-300.
Op 24 augustus 2012 lanceerde ECAir haar eerste intercontinentale route, Brazzaville - Parijs.
In november 2014 werd bekend dat het Belgische Jetairfly een wet-lease contract in de wacht had gesleept om alvast een deel van de vluchten voor ECAir uit te voeren vanaf medio 2015.
De lancering van Widebody operaties werden gepland in februari 2015 met de wet-lease van een Boeing 767 van PrivatAir om gebruikt te worden op de Brazzaville-Parijs route. De levering van een Boeing 787 werd verwacht eind 2015, met plannen om nieuwe routes naar China en de Verenigde Staten te openen.
Omwille van achterstallige betalingen moest de luchtvaartmaatschappij in oktober 2016 de vluchten staken. Wegens deze achterstallige betalingen heeft een deurwaarder beslag laten leggen op twee vliegtuigen van ECAir op Brussels Airport en werden sindsdien geblokkeerd op de tarmac van de luchthaven. Een van de toestellen staat sindsdien geparkeerd in een uithoek van het terrein en is duidelijk zichtbaar vanaf de Tervuursesteenweg in Steenokkerzeel. Dit vliegtuig werd begin september 2024 afgebroken. Een deel ervan ging naar de federale politie voor trainingen, een ander deel blijft op de luchthaven. 
Volgens de luchthavenuitbater zouden vogels nesten gebouwd hebben in de vliegtuigen die er al sinds 2016 staan.

## Vloot
De ECAir vloot bestaat uit de volgende vliegtuigen (juli 2016).
| Type             | Aantal | Orders | Zitplaatsen |
| ---------------- | ------ | ------ | ----------- |
| Boeing 737-300   | 2      |        | 120         |
| Boeing 737-700   | 2      |        | 124         |
| Boeing 757-200   | 2      |        | 148         |
| Boeing 767-300ER | 1      |        | 194         |
| Totaal           | 7      | 0      |             |

| Registratie & namen van de vloot | Registratie & namen van de vloot                   |
| -------------------------------- | -------------------------------------------------- |
| Boeing 737-300                   | - HB-JJB - HB-JJC                                  |
| Boeing 737-700                   | - HB-JJH - OO-JJI                                  |
| Boeing 757-200                   | - HB-JJD - HB-JJE (opgeslagen op brussels airport) |
| Boeing 767-300 ER                | - HB-JJF                                           |